# Ferdinand von Hochstetter

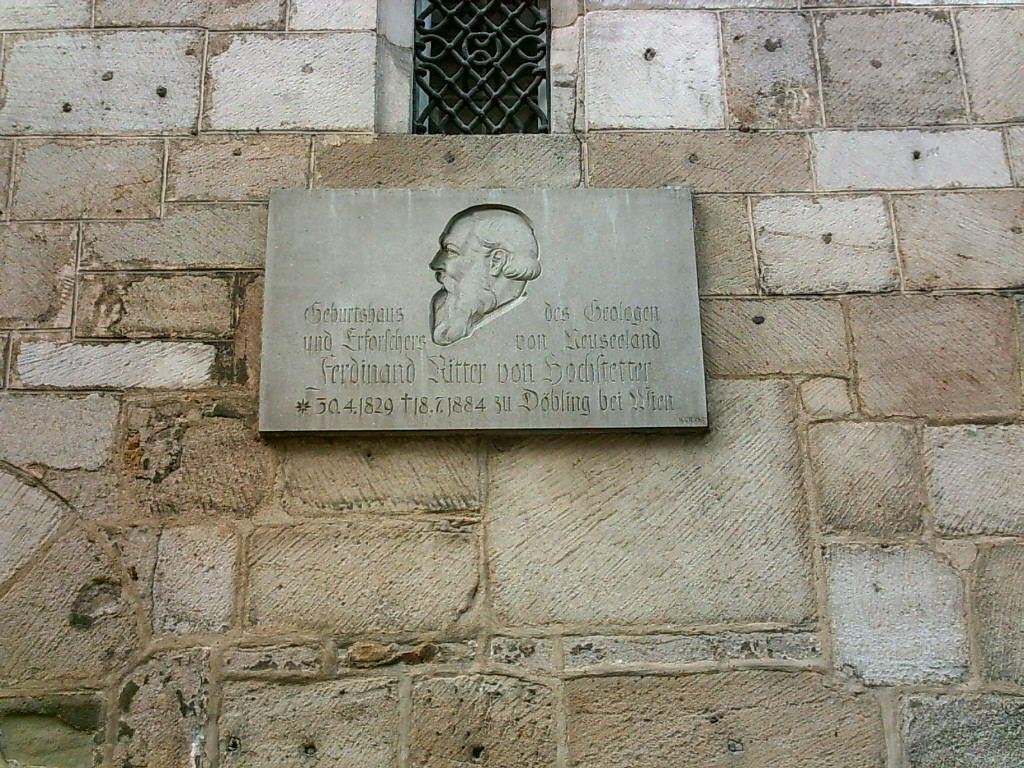
Lápide comemorativa do nascimento de Ferdinand von Hochstetter no Speyrer Pfleghof, em Esslingen, casa onde nasceu (hoje o imóvel é a sede da Sektmanufaktur Kessler)

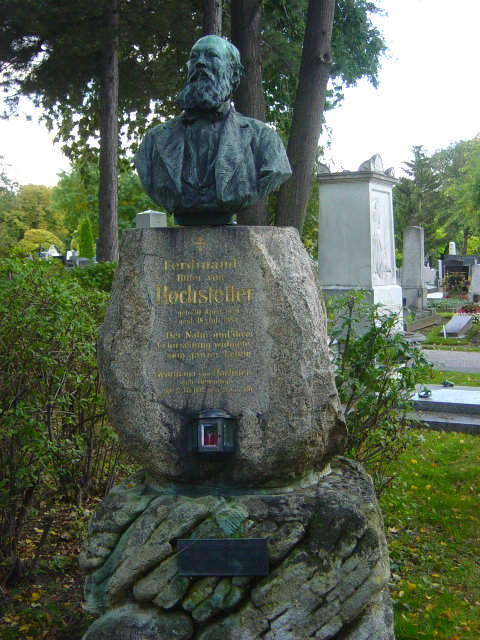
Monumento funerário a Ferdinand Ritter von Hochstetter sobre a sua campa no Cemitério Central de Viena

Christian Gottlob Ferdinand Ritter von Hochstetter (Esslingen am Neckar, 30 de abril de 1829 — Viena, 18 de julho de 1884) foi um geógrafo, geólogo, naturalista e explorador Alemão.

## Biografia
Filho do naturalista e pastor luterano Christian Ferdinand Friedrich Hochstetter (1787–1860) e da sua quarta esposa, Sofie Friederike Orth (Heilbronn, 1795 — 1861). Concluiu os seus estudos preparatórios na escola conventual de Maulbronn e formou-se em teologia e ciências naturais na Universidade de Tübingen.
Concluídos os estudos, fixou-se na Áustria, empregando-se no instituto imperial de investigação geológica (o Geologische Reichsanstalt), trabalhando na cartografia geológica das regiões de Böhmerwald, Karlsbader Gebirge, Erzgebirge e na parte ocidental da região basáltica da Boémia (Böhmisches Mittelgebirge). Em 1856 foi nomeado privatdozent da Universidade de Viena.
Em 1857 participou em representação da Academia Imperial das Ciências de Viena (Wiener Kaiserlichen Akademie der Wissenschaften) na expedição à volta do Mundo empreendida pela fragata Novara da Marinha Imperial Austríaca.  Naquela expedição, que ficou conhecida como a Expedição Novara (Novara-Expedition), foi até à Nova Zelândia, realizando no percurso importantes observações geológicas e biológicas.
Permaneceu na Nova Zelândia até 1860, realizando um dos primeiros levantamentos geológicos e cartográficos daquele território, daí resultando a primeira carta geológica do país.
Quando regressou à Áustria, em 1860, foi nomeado Professor de Geologia e Mineralogia na Universidade Técnica de Viena. A partir de 1876 foi director do Naturhistorische Hofmuseum in Wien (Museu Natural e Histórico da Corte de Viena, hoje o Naturhistorisches Museum Wien).
Ao longo da sua carreira universitária realizou diversas viagens de exploração: em 1863 pela Suíça e Itália; em 1869 pela parte europeia do Império Otomano; em 1872 pela Rússia e pelos Montes Urais e bacia do rio Ural. Dessas viagens resultou a primeira cartografia geológica dos Balcãs, ao tempo parte do Império Otomano.
Ferdinand von Hochstetter faleceu aos 55 anos de idade, a 18 de Julho de 1884, em Oberdöbling, nos arredores de Viena (actualmente a localidade faz parte da cidade de Viena) e foi sepultado no Wiener Zentralfriedhof (campa do grupo 14 A, n.º 41).
Em sua honra foi dado o nome de Hochstetter Peak (Pico Hochstetter, 2822 m) a um dos picos dos Alpes Neozelandeses. Recebeu igual honra na Gronelândia, onde um fiorde se chama Hochstetter-Fjord. No campo da taxonomia o seu nome é lembrado no nome de várias espécies, entre as quais Porphyrio hochstetteri (o takahe), Paryphanta hochstetteri (um caracol carnívoro) e Leiopelma hochstetteri (uma rã da família Leiopelmatidae, endémica da Nova Zelândia).

## Publicações
- Neuseeland. Stuttgart 1863
- Geologisch-topographischer Atlas von Neuseeland. Gotha 1863
- Reise der österreichischen Fregatte Novara um die Erde. 3 Bde. Wien (1964–1966)
- Reise durch Rumelien. In: Mitteilungen der Geographischen Gesellschaft in Wien (1870–1971)

- Neu-Seeland (1863); publicado em inglês como: New Zealand: its physical geography, geology, and natural history: with special reference to the results of government expeditions in the provinces of Auckland and Nelson by Dr. Ferdinand von Hochstetter; Translated from the German Original published in 1863 by Edward Sauter... with additions up to 1866 by the author etc. Stuttgart: J.G. Gotta. 1867. Consultado em 20 de maio de 2018 – via Internet Archive

- Über den Ural. Berlim 1873
- Asien: seine Zukunftsbahnen und Kohlenschätze. Wien 1876
- Geologie von Neu-Seeland (1864)
- Paläontologie von Neu-Seeland (1864)
- Geologische Beobachtungen auf der Novara-Reise 1857-59 (1866)
- Geologie des östlischen Theils der europäischen Türkei (1870)
- Geologische Bilder der Vorwelt und der Jetztwelt (1873)
- Die Erde nach ihrer Zusammensetzung, ihrem Bau und ihrer Bildung (1875; 3.ª edição 1880)
- Leitfaden der Mineralogie und Geologie (1876; 19.ª edição por F. Toula e A. Bisching, 1906)